# Almut Eggertová
Almut Eggertová, nepřechýleně Almut Eggert (7. červen 1937, Rostock, Německo – 7. února 2023) byla německá herečka, režisérka dabingu, scenáristka, moderátorka a kosmetička.

## Život
Je dcerou herečky a spisovatelky Agnes-Marie Grisebachové (1913–2011) a režiséra Walthera Eggerta. Měla tři sourozence. Její rodiče se rozvedli. V roce 1951 její matka se svými čtyřmi dětmi uprchla na západ do Heidelbergu.
Po dokončení střední školy se stala kosmetičkou. Jako kosmetička líčila a česala herce a herečky před natáčením.
V letech 1956-1959 studovala na herecké škole Olly Rummelové-Pickschneiderové v Berlíně.
Rok hrála v Berlínském kabaretu, kde ztvárnila mnoho rolí.
V roce 1958 debutovala v divadle Vaganten Bühne, v roce 1959 získala angažmá v divadle am Kleinen Theater im Zoo ve Frankfurtu nad Mohanem, v letech 1961–1966 hrála v divadle Tribüne Berlin, v letech 1966–1968 v divadle Theater Baden-Baden, v letech 1968–1975 v divadle Schillertheater v Berlíně, v letech 1975–1977 v divadle Komödie im Marquardt ve Stuttgartu, v letech 1975–1977 v divadle Kleinen Komödie v Hamburku, v letech 1977–1983 v divadle Deutschen Theaters v Berlíně a pak v divadle Theater am Kurfürstendamm. Hrála také v divadle v Curychu.
Pracovala také jako moderátorka v rádiu.
V letech 1972–1973 patřila ke kabaretu „Die Stachelschweine“.
Od roku 1966 spolupracovala s dabingem a postupně propůjčila hlas mimo jiné takovým hvězdám jako jsou Jill Irelandová, Candice Bergenová, Raquel Welchová, Gena Rowlandsová, Jennifer O'Neillová, Helen Mirren, Diane Keatonová, Barbara Harrisová, Ursula Andressová, Julie Andrews, Jane Alexanderová či Kelly Bishop. V dabingu televize ZDF namluvila Farrah Fawcettovou v Charlieho andílcích.
V letech 1995–1996 hrála v německém seriálu Kobra 11 šéfku Katharinu Lamprechtovou.
Věnovala se i režii dabingu a psala scénáře. Také přeložila scénář k seriálu To je vražda, napsala.
V letech 1959–1965 byla vdaná za herce, režiséra, dabéra a moderátora Wolfganga Spiera (1920–2011). Jejich dcera byla herečka Miriam Bettina Spierová (1960–2008). Její druhá dcera je herečka, scenáristka a režisérka dabingu Nana Spierová (* 1971).

## Filmografie
- 1958: Wie es euch gefällt
- 1961: Frage Sieben (Question 7)
- 1961: Die Geburtstagsfeier
- 1963: Die Fünfte Kolonne – Frau Jensberger
- 1964: Lebenskünstler
- 1964: Spätsommer – Diana
- 1964: Ich fahre Patschold
- 1965: Auf einem Bahnhof bei Dijon
- 1965: Mrs. Cheney's Ende
- 1966: Der Mann, der sich Abel nannte
- 1966: Die Liebenden von Florenz
- 1966: Ein Mann, der nichts gewinnt
- 1967: Von Null Uhr Eins bis Mitternacht – Der abenteuerliche Urlaub des Mark Lissen (epizoda: Die Henkersmahlzeit)
- 1967: Der Tod eines Mitbürgers
- 1967: Crumbles Letzte Chance – Pat
- 1967: Die fünfte Kolonne (epizoda: Der Fall Schurzheim)
- 1968: Die fünfte Kolonne (epizoda: Eine Million auf Nummernkonto)
- 1968: Die Reisegesellschaft
- 1969: Klein Erna auf dem Jungfernstieg
- 1970: Alle Hunde lieben Theobald (epizoda: Der falsche Vater)
- 1972: Knast
- 1974: Kommissariat IX
- 1978: Direktion City (epizoda: Die Banklady)
- 1978: Ein verrücktes Paar (epizoda: Grit und Harald feiern Silvester)
- 1978: Café Wernicke (epizoda: Veränderungen)
- 1978: Místo činu (Tatort (epizoda: Sterne für den Orient))
- 1979/1980: Warum die UFOs unseren Salat klauen
- 1979/1980: Berlin Alexanderplatz. 2. Wie soll man leben, wenn man nicht sterben will
- 1980: Die Alten Kommen
- 1980: Warum die UFOs unseren Salat klauen
- 1980: Berlin Alexanderplatz (epizoda: Wie soll man leben, wenn man nicht sterben will)
- 1980: Der Urlaub
- 1980: Drei Schlafzimmer
- 1981: Místo činu (Tatort (epizoda: Im Fadenkreuz))
- 1982/1989: Jakob und Adele
- 1983–1984: Diese Drombuschs
- 1984: Turf
- 1984: Ich heirate eine Familie (epizoda: Der blaue Brief)
- 1985: Palace
- 1984/1985: Die Dame vom Palace-Hotel
- 1985: Palace
- 1985–1988: Místo činu (Tatort)
- 1986: Liebling Kreuzberg – drei Folgen als Dodo
- 1987: Der Landarzt
- 1987: Praxis Bülowbogen - Birgit Solms
- 1987–1989: Ein Heim für Tiere
- 1988: Der Knick – Die Geschichte einer Wunderheilung'
- 1989: Ich melde einen Selbstmord
- 1992: Tücken des Alltags
- 1993: Auto Fritze
- 1993: Immer wieder Sonntag (epizoda: Gewitterwolken)
- 1995–1996: Praxis Bülowbogen
- 1996: SK Babies (epizoda: Countdown)
- 1995–1996: Kobra 11
- 1998: Místo činu (Tatort (epizoda: Rosen für Nadja))
- 2006: Balko

## Dabing
- Jung und unschuldig
- Die Frauen
- Pinocchio
- Bambi
- 1946: Ein Eleganter Gauner
- 1947: Jede Frau braucht einen Engel
- 1955 [2. Synchro (Wiederaufführung 1975)]: Susi und Strolch
- 1956: Sonntag sollst du sterben
- 1958 [2. Synchro (ARD 1973)]: Die Fliege
- 1959: April entdeckt die Männer
- 1963: Die Folterkammer des Hexenjägers
- Od 1963: General Hospital
- 1964: Der Nackte Kuss
- 1965: Eine Bahre für den Sheriff
- 1965–1968: Tennisschläger und Kanonen
- 1966 [2. Synchro (1974)]: Die Große Sause
- 1966: Django – Sein Gesangbuch war der Colt
- 1967: Der Weg nach Westen
- 1968: Die Letzte Rechnung zahlst du selbst
- 1968–1980: Hawaii 5-0
- 1969: Todesschüsse am Broadway – Cindy Holden
- 1969: Im Geheimdienst ihrer Majestät
- 1969: Jerry Cotton: Todesschüsse am Broadway
- 1969: John und Mary
- 1969: Der Gauner
- 1969: Das Schloss in den Ardennen
- 1969: Che!
- 1969–1970: Department S
- 1970: Blutige Erdbeeren
- 1970: Chisum
- 1970: Rio Lobo
- 1970: Das Privatleben des Sherlock Holmes
- 1970: Hexen bis aufs Blut gequält
- 1970: Decameron
- 1970–1971: UFO
- 1971: Der Teufel kam aus Akasava – Ingrid Thorrsen
- 1971: Tanja Baskin – Anrug genügt
- 1971–1980: Synchronsprecherin von Isabel Frazer/Fogarty (Jessica Benton) in der TV-Serie ‚Die Onedin Linie‘
- 1971: Das Licht am Ende der Welt
- 1971: Das Späte Mädchen
- 1971: The Last Movie
- 1971: Sabata kehrt zurück
- 1971: McCabe & Mrs. Miller
- 1971: Circus der Vampire
- 1971: Diamantenfieber
- 1971: Wer ist Harry Kellerman?
- 1971: Der Teufel kam aus Akasava
- 1971: Diamantenfieber
- 1972: Kalter Hauch
- 1972: Der Schakal
- 1972: Geschichten aus der Gruft
- 1972: Verflucht, verdammt und Halleluja
- 1972: Die Bande des gelben Drachen
- 1973: Alter Kahn und junge Liebe
- 1973: Die Stunde der grausamen Leichen
- 1973: Ein Computer wird gejagt
- 1974: Brillanten und Kakerlaken
- 1974: Seilbahn in den Tod
- 1974: Die Schwarze Windmühle
- 1974: Erotische Geschichten aus 1001 Nacht
- 1974: Das Gesetz bin ich
- 1974: Die Ausgebufften
- 1974: Zardoz – Der Bote des Todes
- 1974: Der Große Gatsby
- 1974: Ein Unbekannter rechnet ab
- 1975: Der Mann ohne Nerven
- 1975: Ein Stahlharter Mann
- 1975: Africa Express
- 1975: Cousin, Cousine
- 1975: Der Weiße Hai
- 1975: Der Einsame Job
- 1975: Die Hindenburg
- 1975–1979: Starsky und Hutch
- 1976: Kein Koks für Sherlock Holmes
- 1976: Viva Knievel – Der Tod springt mit
- 1976: Familiengrab
- 1976: Won Ton Ton, der Hund der Hollywood rettete
- 1976: Ich will, ich will... vielleicht?
- 1976: Rocky
- 1976: Mit Schirm, Charme und Melone
- 1976–1981: Drei Engel für Charlie
- 1976: Die Mädchen aus dem Weltraum
- 1977: Das Domino-Komplott
- 1977: Zeit der Liebe, Zeit des Abschieds
- 1977: Unheimliche Begegnung der dritten Art
- 1977: Die Duellisten
- 1977: Airport '77 – Verschollen im Bermuda-Dreieck
- 1977: Ein Irrer Typ
- 1977–1981: Die Profis – Profesionálové
- 1977–1986: Love Boat
- 1978: Der Schrecken der Medusa
- 1978: Tod in einer kleinen Stadt
- 1978: Anklage – Mord
- 1978: Der Himmel soll warten
- 1978: Ladies mit weißer Weste
- 1978–1991: Dallas
- 1979: Synchronsprecherin von „Drax Museumsführerin“ (Anne Lonnberg in Moonraker – Streng geheim)
- 1979: Edouard, der Herzensbrecher
- 1979: Madita
- 1980: Brubaker
- 1980: The Fog – Nebel des Grauens
- 1980: Flash Gordon
- 1981: Kampf der Titanen
- 1981: Reise zur Insel des Grauens
- 1981: Auf dem Highway ist die Hölle los
- 1981: Der Mann aus Eisen
- 1981: Asso
- 1981: Das Haus an der Friedhofsmauer
- 1981–1989: Der Denver-Clan
- 1981–1987: Polizeirevier Hill Street
- 1981–1982: Flamingo Road
- 1982: Feuer und Flamme
- 1982: Star Trek 2 – Der Zorn des Khan'
- 1982: Das Horror-Hospital
- 1982: Die Spürnase
- 1982: Die Schwarze Mamba
- 1982–1993: Cheers
- 1983: Betrug
- 1983: Kopfjagd – Preis der Angst
- 1984: Allein gegen die Mafia
- 1985: Allein gegen die Mafia 2
- 1985: Joan Lui – Eines Tages werde ich kommen und es wird Montag sein
- 1985: Der Panther
- 1985: Taran und der Zauberkessel
- 1987: Der Weiße Hai 4 – Die Abrechnung
- 1988: Eine Andere Frau
- 1989: Charlie – Alle Hunde kommen in den Himmel
- 1989: Verbrechen und andere Kleinigkeiten
- 1989: In 80 Tagen um die Welt
- 1992: Agenten leben einsam
- 1994: King George – Ein Königreich für mehr Verstand
- 1994: Allein gegen die Mafia 7
- 1996–2003: Sabrina – Total verhext
- 1998: The Mighty – Gemeinsam sind sie stark
- 1999: Zauber einer Winternacht
- 2002: Spy Kids 2 – Die Rückkehr der Superspione
- 2002: Nix wie raus aus Orange County
- 2002–2009: Monk
- 2000–2007: Gilmore Girls
- 2000–2002: That's Life
- 2003: Spy Kids – Mission 3D
- 2006: Paris, je t'aime
- 2006: Die Zehn Gebote
- 2007: Synchronsprecherin von „Emily Gilmore“ (Kelly Bishop) in der Serie Gilmore Girls (ab Mitte der Staffel 6 Folge 127) (Vorgängerin: Regine Albrecht)
- 2009-2010: Mercy

## Divadlo
- 1958: Vaganten Bühne
- 1959: Kleinen Theater im Zoo
- 1961–1966: Tribüne Berlin
- 1966–1968: Theater Baden-Baden
- 1968–1975: Schillertheater
- 1975–1977: Komödie im Marquardt
- 1975–1977: Kleinen Komödie
- 1977–1983: Deutschen Theaters
- Theater am Kurfürstendamm

## Maska/účesy
- 1970: Das Millionenspiel
- 1975: Angst vor der Angst
- 1974–1976: Am laufenden Band